# Esthemopsis pherephatte
Esthemopsis pherephatte is een vlindersoort uit de familie van de prachtvlinders (Riodinidae), onderfamilie Riodininae.
Esthemopsis pherephatte werd in 1824 beschreven door Godart.